# Gigot, der Stumme vom Montmartre
Gigot, der Stumme vom Montmartre, auch geführt unter Gigot, der Stumme von Montmartre, ist ein komplett in Paris entstandener US-amerikanischer Spielfilm von Gene Kelly. Die Titelrolle spielt Jackie Gleason, der auch an der Filmmusik beteiligt gewesen war.

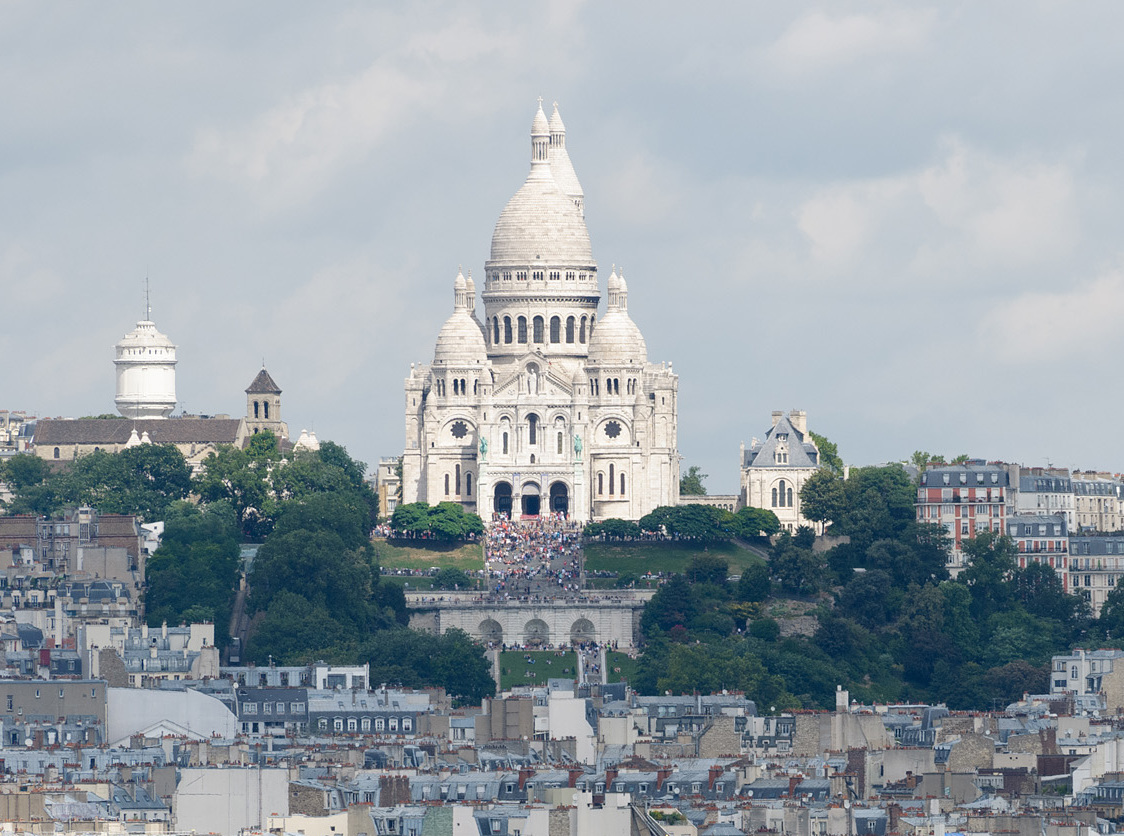
Handlungsort: Der Pariser Stadtteil Montmartre mit der Kirche Sacré-Cœur

## Handlung
Die Handlung spielt im Paris der 1920er Jahre. Im Zentrum des Geschehens steht ein liebenswerter, aber auch ein wenig einfältiger Tor namens Gigot, der nicht sprechen kann. Er macht sich als Hausmeister seiner Vermieterin nützlich und lebt von der Hand in den Mund. Seine tumbe Erscheinung führt dazu, dass sich viele der Nachbarn und andere Leute der Gegend gern über ihn lustig machen, verspotten und durch die Straßen zu scheuchen. Gigot ist dennoch ein lieber, freundlicher Mensch geblieben und hat sich damit sowohl bei den Tieren, die er oft füttert, als auch bei den Kindern, für die er stets ein freundliches Wort übrig hat, beliebt gemacht. Ein merkwürdiges Hobby hat er jedoch: Gigot fühlt sich magisch von Leichenbegängnissen angezogen, egal ob er den/die Verstorbene(n) kannte oder nicht. Dabei muss er stets mit allen anderen Anwesenden wie auf Kommando losheulen.
Eines Tages stößt Gigot auf die junge Mutter Colette und ihre sechsjährige Tochter Nicole. Colette versucht, vom Alkohol loszukommen und findet keine vernünftige Obdach für sich und ihr Kind. Der Stumme nimmt die beiden zu sich, in seine verwahrloste Kellerwohnung, gibt ihnen etwas zu essen und zu trinken sowie ein Bett zum Schlafen. Colette traut dem Frieden nicht so recht, ist sie doch wie Gigot daran gewöhnt, dass man sie wie Abfall behandelt. Doch sie ist viel zu müde und erschöpft, als dass sie sein generöses Angebot ablehnen könnte. Gigot ist rasch vernarrt in Nicole. Er ist erstaunt, dass das kleine Mädchen nicht weiß, was eine Kirche ist und auch keine Ahnung von Gott hat. Gigot nimmt sie in die Kirche mit. Neugierig zeigt sie auf ein Kruzifix und fragt nach dessen Bedeutung. Gigot, obwohl stumm, versucht ihr mit seinen Mitteln alle christlichen Gebräuche und Gegenstände zu erklären. Obwohl Gigot auf Christus, der ihn scheinbar so unzulänglich auf der Erden zurückgelassen hat, schlecht zu sprechen ist, erkennt Nicole die Bedeutung von Jesus und Glauben und weint eine Träne. Dann wirft sie dem gekreuzigten Christus einen Kuss der Liebe zu.
Gigot gibt sich alle Mühe, dem Mädchen ein guter und unterhaltsamer Freund zu sein. Er tanzt zu der Musik, die aus seinem alten Grammophon ertönt und macht sich einen Spaß daraus, sich als Kellner zu verkleiden, um die bei ihm zur Untermiete wohnenden Maus zu füttern. Gigot sieht sich als Beschützer Nicoles an, läuft neben einem Karussell mit, damit vergnügliche Nicole nicht versehentlich herunterfällt. Er sieht sich auch gegenüber Colette in der Pflicht, die sich gerade an einen Freier zu verkaufen scheint, der nach einer Prostituierte sucht. Obwohl Gigot mit seiner stämmigen Erscheinung durchaus Eindruck hinterlässt, fängt er sich für eine „Ehrenrettungsaktion“ gegenüber Colette eine Tracht Prügel ein. Colette erweist sich als undankbar und sagt Gigot wütend, er solle sich gefälligst nicht in ihre Angelegenheiten einmischen. Colette, die längst weiß, dass der Stumme einen Narren an ihrer Kleinen gefressen hat, droht Gigot sogar, sie ihm zu entziehen, wenn er nicht endlich für sie, die Mutter, einen Mann auftreiben würde, der finanziell gut ausgestattet ist. Gigot, der befürchtet, mit Nicole das Liebste und Netteste zu verlieren, was ihm je zugestoßen ist, gerät in Panik und bestiehlt den Bäcker, der ihn früher jahrelang ausgenutzt hatte, in dem er in einem Moment der Unachtsamkeit in dessen Ladenkasse greift. Nun begibt sich Gigot auf Shoppingtour und kauft dringend benötigte neue Kleidung für Colette und Nicole sowie einen Strohhut für sich selbst. Vom Rest des Geldes ersteht Gigot eine große Mahlzeit und reichlich Getränke.
Die Dinge nehmen eine überraschende Wende, als plötzlich Colettes Ex auftaucht. Er will Colette zurück, aber nicht unbedingt Nicole. Am nächsten Morgen erscheinen zwei Stadtbedienstete, die Gigot abholen wollen, um ihn in ein Heim für geistig Unterbelichtete zu stecken. Der aber spielt mit und tanzt für Nicole in einem verlassenen Kellerraum unter einer Pariser Straße und ahnt nicht, dass in der Zwischenzeit oben Colette ihre Tochter verzweifelt sucht und der Bäcker ebenfalls unterwegs ist, um nach Gigot und dem entwendeten Geld aus der Kasse zu fahnden. Beim schwungvollen Tanz Gigots stürzt das Holzdach herab und begräbt die beiden unter sich. Nicole hat das Bewusstsein verloren. Gigot glaubt, die Kleine sei tot, nimmt sie auf und rennt mit ihr zur Kirche. Dort benachrichtigt der anwesende Gottesmann sofort einen Arzt. Gigot ist vollkommen aufgelöst, als sich vor der Kirche ein Mob zusammenrottet und ihn vermöbeln will. Er entkommt den aufgebrachten Parisern und versteckt sich in einem Kohlenkahn. Dabei fällt er ins Wasser und taucht unter. Der Mob beginnt, als man Gigot ertrunken glaubt, sein Handeln zu hinterfragen und organisiert, etwas voreilig, Gigots Beerdigung. Gigot ist wieder aufgetaucht, versteckt sich auf dem Friedhof, da er mal wieder seiner Lieblingsbeschäftigung nachgehen will. Er schaut heimlich seinem eigenen Trauerzug zu, ohne zu wissen, dass man ihn (bzw. seinen Hut) dort „symbolisch“ zu Grabe trägt. Sein Faible für Beerdigungen lässt ihn hervortreten und mit der Gemeinde mittrauern. Man entdeckt ihn, und sofort beginnt der Pöbel den tumben Tor erneut zu jagen.

## Produktionsnotizen
Gigot entstand vermutlich bereits 1961 vor Ort an mehreren Pariser Schauplätzen und wurde am 27. September 1962 in New York uraufgeführt. Deutschland-Premiere war am 3. Mai 1963.
Auguste Capelier entwarf die Filmbauten, Alexandre Trauner war künstlerischer Berater.

## Nominierungen
Es gab jeweils eine
- Nominierung für einen Oscar, Sparte Beste Filmmusik (Michel Magne). Obwohl Gleason (wohl ungenannt) mitkomponiert hatte, erhielt er keine Nominierung.
- Nominierung für den Golden Globe für den besten Hauptdarsteller (Jackie Gleason)

## Kritiken
Bosley Crowther schrieb in The New York Times: Gleasons "Charakterisierung eines einsamen, nicht-sprechenden Vagabunden, der nach gesellschaftlicher Anerkennung und Wärme eines liebenden Wesens dürstet, wurde nach Chaplin gestaltet (…) Bedauerlicherweise hat Mr. Gleason bei all seinen anerkannten komischen Fähigkeiten … nicht die Kraft des Ausdrucks oder die Feinheiten in seiner Körperlichkeit, um all die ergreifenden Auswirkungen eines solch schwierigen, heiklen Rolle zu vermitteln."
Das Life-Magazin kam zu folgendem Schluss: "Gleason porträtiert einen zerlumpten Pariser, der gefangen ist in einer Welt der Stille und der Armut und großen Spaß für sich entdeckt, einfach nur zu leben. (…) Aber wie alle legendären Einfaltspinsel hat auch Gigot ein Herz aus 36-karätigem Gold, und wenn er die Superklugscheißer austrickst, werden viele Kunden in vielen Ländern ihren glücklichsten Schrei seit Rotkäppchen ausstoßen."
Der Movie & Video Guide befand: “Einfacher Film, gut umgesetzt. Gleason ist ausgezeichnet.”
Halliwell‘s Film Guide fand, der Film leide an dem Kernproblem aller Komiker, nämlich dass „der Clown Hamlet spielen wolle“. Das Ergebnis sei ein Film „ohne Inhalt, rührselig und total unlustig.“
In Lexikon des Internationalen Films ist zu lesen: „Nachdenklich stimmende, tragikomische Geschichte eines stummen Toren, der, von allen ausgenutzt und verspottet, in einem Mietshaus in Paris lebt, sehr unter seiner Kontaktlosigkeit leidet und ein von der Straße aufgelesenes Kind umsorgt. Die etwas unsichere Regie wird durch die unsentimentale Erzählhaltung und den weitgehend überzeugenden Hauptdarsteller aufgewogen.“